# Tethina alboguttata
Tethina alboguttata är en tvåvingeart som först beskrevs av Gabriel Strobl 1900.  Tethina alboguttata ingår i släktet Tethina och familjen Canacidae. Inga underarter finns listade i Catalogue of Life.